# EuroBrun Racing
Coloni Racing a fost o echipă de Formula 1, care a concurat în Campionatul Mondial între 1988 și 1990.

## Palmares în Formula 1
| Sezon | Piloți                                                | Puncte | Loc clasament general |
| ----- | ----------------------------------------------------- | ------ | --------------------- |
| 1990  | Roberto Moreno (14 curse) / Claudio Langes (14 curse) | 0      | -                     |